# کریووکلات
کریووکلات (به چکی: Křivoklát) یک منطقهٔ مسکونی در جمهوری چک است که در ناحیه راکوونیک واقع شده‌است. کریووکلات ۶۷۸ نفر جمعیت دارد.